# Vedia B6
Vedia B6 – odtwarzacz plików audio-video polskiej firmy VEDIA. Drugi po modelu VEDIA A10 polski odtwarzacz. Wygląd obudowy oraz oprogramowanie wymyślała VEDIA. Oprogramowanie odtwarzacza rozwijane jest bezpośrednio przez firmę Vedia. Obudowę modelu B6 zaprojektował Marcin Laskowski z firmy Melounge Studio.
Koncept odtwarzacza został przedstawiony w grudniu 2008 roku. W Polsce model B6 dostępny ma być w drugiej połowie sierpnia 2009 w kolorach obudowy czarny i czarno-srebrny. Światową premierę model B6 miał na targach CES w styczniu 2009. Pierwsze działające sample pokazano na targach CeBIT w marcu 2009.
VEDIA zapowiada model B6 jako najbardziej zaawansowany produkt pod względem możliwości i technologii odtwarzaczy w segmencie audio-video do 2,5". Podstawowym wyróżnikiem ma być duża możliwość ingerowania przez użytkownika w działanie odtwarzacza.

## W zestawie
- odtwarzacz VEDIA B6
- słuchawki typu pchełki VEDIA SRS-300
- ładowarka USB
- kabel USB
- kabel line-in
- smycz
- silikonowe etui

## Cechy urządzenia
- serce playera to SoC (System-on-Chip) Sigmatel 3750
- małe wymiary
- lekka konstrukcja
- wyświetlacz TFT LCD, 240x320 pixeli, 262 tys. kolorów
- menu całkowicie w języku polskim (dostępny też angielski)
- obudowa wykonana jest z plastiku z aluminiowymi wstawkami
- dostępny w dwóch kolorach: srebrno-czarnej i cała czarna
- intuicyjna nawigacja pięciokierunkowy joy + przyciski funkcyjne
- dwa wyjścia słuchawkowe o jednakowej mocy (2x 25mW na kanał)
- dwa wbudowane głośniki o mocy 1W każdy
- system SRS WOW HD do poprawy brzmienia i basu
- wyświetlanie okładek odtwarzanych albumów (album-art)
- wbudowany tuner FM (Częstotliwości 75.0MHz ~ 108.0MHz) programowalne 30 stacji
- możliwość nagrywania audycji radiowych do formatu MP3 lub WMA (do 192 kbps)
- wbudowany port line-in pozwala na nagrywanie w trybie line-in oraz ext-mic
- funkcja zegarka (nawet przy wyłączonym odtwarzaczu)
- fm transmiter do 1,5 m
- czytnik kart microSD (do 2 GB), microSDHC (do 16 GB)
- łączenie z komputerem poprzez USB 2.0
- wbudowany mikrofon
- edycja częstotliwości radia i transmitera FM poprzez specjalny pliki INI
- typ połączenia UMS / MTP
- wsparcie formatów bezstratnych
- rozwijana jest obsługa gier NES
- dodatkowo funkcje kalkulatora, kalendarza oraz budzika
- nie planowane jest wsparcie Rockboxa

## Obsługiwane formaty audio
- mp3 do ~320 kbps
- wma do ~320 kbps
- ogg do ~Q10 (dostępne po aktualizacji firmware)
- flac do ~714 kbps
- ape do ~1.1 mbps
- wav do ~384 kbps
- asf
- aac

## Obsługiwane formaty video
- avi - 320x240 pixeli, 30 fps
- flv - 320x240 pixeli,
- smv - 320x240 pixeli, 30 fps

## Obsługiwane formaty graficznych
- jpeg - bez progresywnych
- bmp
- gif

## Inne pliki
- Tekst (TXT) - UNICODE
- Karaoke (LRC) - UNICODE

## Funkcje firmware
- resume - zapamiętywanie ostatnio odtwarzanego utworu
- fade in - stopniowe pogłaśnianie utworu po pauzie
- auto play - automatyczny rozpoczęcie odtwarzania muzyki po starcie
- auto back (JumpSetting) - automatyczny powrót do okna odtwarzania muzyki lub radia przy bezczynności
- możliwość wyboru koloru tła i czcionki przy plikach TXT
- możliwość obrócenia i przybliżania plików graficznych
- stan baterii podawany także w procentach
- ear protection - ochrona słuchu dzieci i młodzieży
- 6 predefiniowanych ustawień equalizera i dwa ustawienia użytkownika
- ustawienia użytkownika w zakresie 5 częstotliwości +/- 15 każda
- obsługa plików muzycznych po ID Tagach oraz folderach
- integracja karty pamięci i pamięci stałej w nawigacji po ID Tag
- możliwość używania jednocześnie equalizera i ustawień SRS WOW HD
- limit rozpoznawanych plików audio - 4000